# Lenculenpoort
De Lenculenpoort, ook wel Oude of Binnenste Lenculenpoort, (Oude) Tongersepoort of Molenaarspoort genoemd, is een voormalige stadspoort in de Nederlandse stad Maastricht. De poort was onderdeel van de eerste stadsmuur van Maastricht en was gelegen aan het westeinde van de Lenculenstraat, waar deze overgaat in de Tongersestraat. De poort gaf toegang tot de stad vanuit het zuidwesten (Vroenhoven, Tongeren). De oorspronkelijke poort dateerde uit de 13e eeuw, maar werd in de loop der eeuwen diverse malen vernieuwd. Vanaf de 17e eeuw verloor de poort haar militaire functie. In 1734 werd de poort afgebroken.

## Geschiedenis

### Bouw eerste middeleeuwse stadsmuur
Over het precieze bouwjaar van de oudste middeleeuwse stadsmuur van Maastricht is geen duidelijkheid. In 1229 gaf de hertog van Brabant toestemming om een stenen muur om de stad te bouwen. Eerder was er al een aarden wal opgeworpen met daarop palissaden, maar deze was door de bisschop van Luik, medeheer van het tweeherige Maastricht, verwoest tijdens het Beleg van Maastricht (1204). Waarschijnlijk werd in 1229 begonnen met de bouw van stenen stadspoorten en waltorens, met elkaar verbonden door aarden wallen die in de loop van de 13e eeuw geleidelijk versteend werden. De nieuwe muur op de linker Maasoever bestond uit kolenzandsteen, strekte zich uit over een lengte van ongeveer 2,4 kilometer, was 6 à 8 meter hoog en had in totaal dertien stadspoorten, twee waterpoorten en een onbekend aantal muurtorens. Van de grotere poorten is alleen de Helpoort overgebleven.

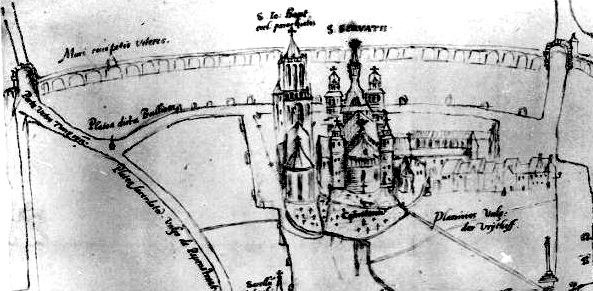
De Boichgraeve achter het Vrijthof met linksboven de Lenculenpoort, 1587

De Oude Lenculenpoort was onderdeel van de eerste middeleeuwse stadsmuur, die zich aan deze kant van de stad in noordwestelijke richting uitstrekte langs het Sint Servaasklooster (de zogenaamde Boichgraeve) naar de Tweebergenpoort, en in oostelijke richting via het huidige Klein Grachtje en Lang Grachtje naar de Maas. De poort werd waarschijnlijk omstreeks 1230 gebouwd en bestond uit een rechthoekig bouwwerk met een hoog opgaand dak, zonder flankerende poorttorens.
De poort werd voor het eerst genoemd in een schepenbrief uit 1277, waarin gesproken wordt over een huis ante portam de Linculis (voor de Lenculenpoort). De Lenculenpoort was wellicht genoemd naar de buiten de poort gelegen Hof van Lenculen, het bestuurscentrum van de graafschap van de Vroenhof. Deze Vroenhof was een overblijfsel van een vroegmiddeleeuwse koninklijke laathof, die onder jurisdictie van het Sint-Servaaskapittel stond. Het territorium van de graafschap van de Vroenhof begon direct buiten de Lenculenpoort en omvatte een aantal dorpen rondom Maastricht. Na de ingebruikname van de Tongersepoort lag de Hof van Lenculen binnen de stad, maar maakte geen deel uit van de tweeherige stad. De herkomst van de naam 'Lenculen' is onzeker; wellicht is de naam een verbastering van 'leimculen' (leemkuilen).

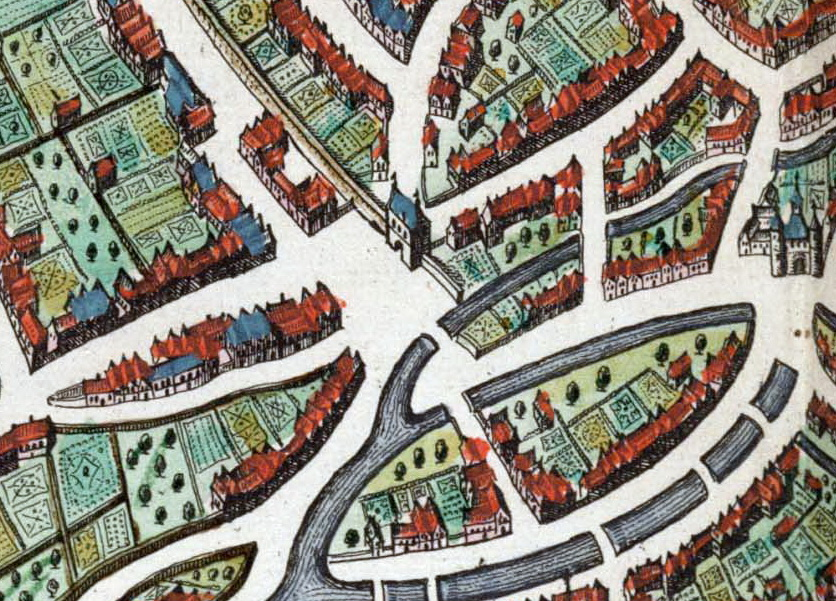
Lenculenpoort en Boichgraeve. Rechts de Looierspoort (Atlas van Loon, 1652)

### De Lenculenpoort als reservepoort
Na de ingebruikname van de tweede stadsomsluiting in 1380 fungeerde de eerste muur als reserveverdedigingslinie. Voor de Lenculenpoort gold dat de taak van zuidwestelijke toegangspoort vanaf dat moment werd overgenomen door de nieuwe Tongersepoort. Ook al was het belang ervan verminderd, men bleef de eerste muur zeker tot de 17e eeuw onderhouden. Tegen de veldzijde van de muur mocht niet gebouwd worden. Ook de oude stadspoorten behielden tot het midden van de 17e eeuw een zekere militaire functie. Zowel op een schets van de binnenstad van Maastricht uit 1587 als op de gedetailleerde plattegrond in de Atlas van Loon uit 1652 is te zien dat de Lenculenpoort nog intact is en dat de aansluitende muurdelen aan de veldzijde geheel vrij liggen. Eind 17e eeuw waren de meeste oude grachten gedempt en werden tegen de veldzijde van de muur huizen gebouwd.
Tegen het einde van de middeleeuwen werd in vredestijd toegestaan dat de oude poorten dienstdeden als leuben voor de ambachten. In 1500 kregen de molenaars toestemming hun leube boven de Lenculenpoort in te richten. Om die reden werd de poort ook aangeduid als 'Molenaarspoort' (Moelenerspoirte, 1612). De poorten zelf bleven eigendom van de stad.

### Afbraak Lenculenpoort en ontmanteling vesting
Tussen 1655 en 1660 werden de Gevangenpoort en de Leugenpoort, beide uit de 13e eeuw, gesloopt voor de bouw van het nieuwe stadhuis van Maastricht. In de 18e eeuw verdwenen ook de meeste andere poorten van de eerste stadsmuur: in 1734 werden de Lenculenpoort, de Tweebergenpoort (deels) en de Minderbroederspoort wegens bouwvalligheid afgebroken. In 1772 viel ook de Looierspoort onder de slopershamer. Het sloopmateriaal van de Tweebergenpoort werd in oktober 1735 voor 125 gulden verkocht aan Joseph Delpont. De aannemer Jan Collaerd metselde vervolgens de "passages" bij. Op de Maquette van Maastricht uit het midden van de 18e eeuw is de Lenculenpoort verdwenen en is de oude stadsmuur in dit gedeelte van de stad nog maar moeilijk te traceren.
In de 19e eeuw ging de afbraak van de oude wallen in versneld tempo verder. Door de aanleg van het Kanaal Luik-Maastricht verdwenen van 1847-1850 enkele oude kademuren en poorten langs de Maas. Op 29 mei 1867 werd de vestingstatus van Maastricht opgeheven. In de jaren daarna werd de vesting in opdracht van het Ministerie van Oorlog ontmanteld, waarna de gronden werden overgedragen aan de Dienst der Registratie en Domeinen voor sloop en herbestemming. De overgebleven stadspoorten, die onder de zeggenschap van het gemeentebestuur vielen, werden tussen 1867 en 1870 als eerste afgebroken. De afbraak van de stadsmuren zou nog tot de jaren 1930 doorgaan. Door toedoen van Victor de Stuers en anderen bleven hier en daar delen van de eerste en tweede omsluiting gespaard, zoals de Helpoort en omgeving.

## Cultuurhistorisch erfgoed

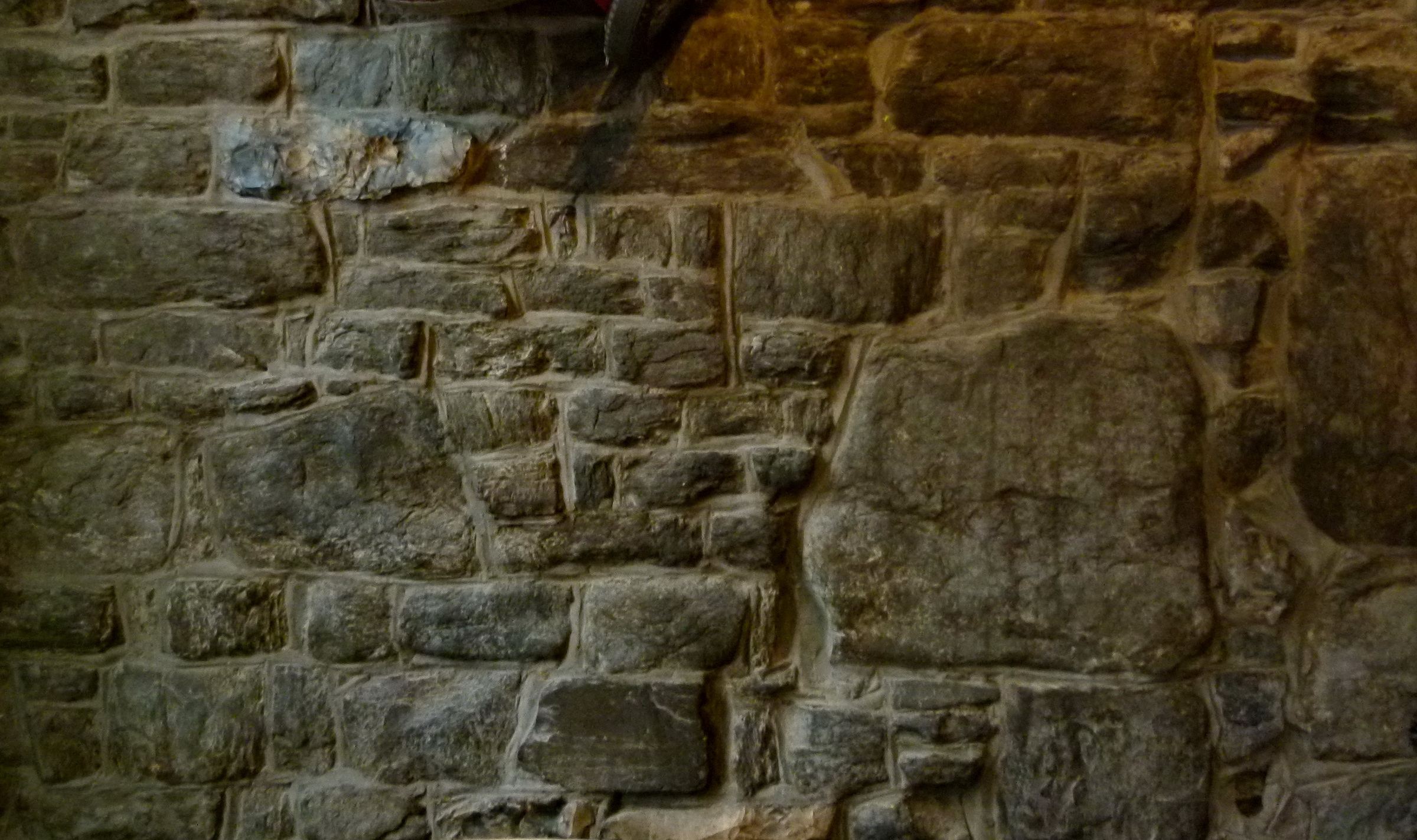
De muur in café Tribunal

Van de Lenculenpoort is vrijwel niets meer over. Een muur die waarschijnlijk onderdeel van de poort was vormt thans de scheidingsmuur tussen Lenculenstraat 33 (de entreehal van Toneelacademie Maastricht) en Tongersestraat 1 (café "Tribunal"). In 2019 werd een eeuwenoud schietgat in de muur heropend, waardoor theaterstudenten bij het café naar binnen kunnen kijken en vice versa. In de kelder van het pand Bouillonstraat 14 (Universiteit Maastricht) is een deel van de fundering van de poort behouden. Verdere funderingsresten bevinden zich waarschijnlijk onder de openbare weg. In de directe omgeving zijn enkele restanten van de aansluitende stadsmuur te vinden, onder andere op de hoek Ezelmarkt-Looiersgracht (gereconstrueerde muur met waterpoort over de Jeker) en achter het gebouw van de Toneelacademie. Iets verder weg liggen vrij gave muurdelen aan de Minderbroedersberg (onderdeel van de Boichgraeve) en langs het Klein Grachtje en Lang Grachtje.
Van de Lenculenpoort bestaat geen enkele nauwkeurige tekening. Bij de afbraak van de poort in 1734 hebben geen opmetingen plaatsgevonden. Slechts enkele namen (Lenculenstraat, Lenculenhof) herinneren aan het bestaan van de poort.

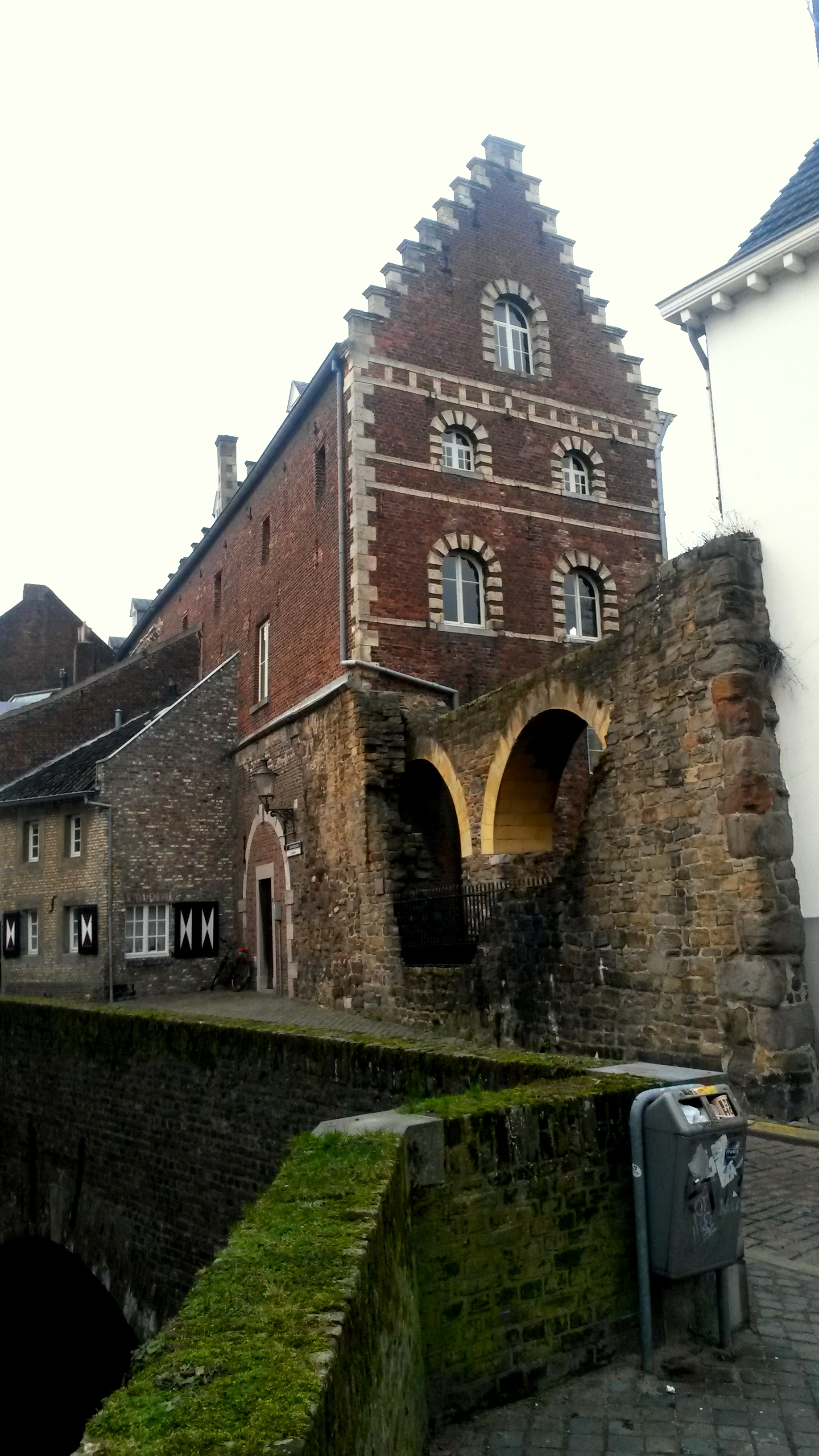
Waterpoort Looiersgracht
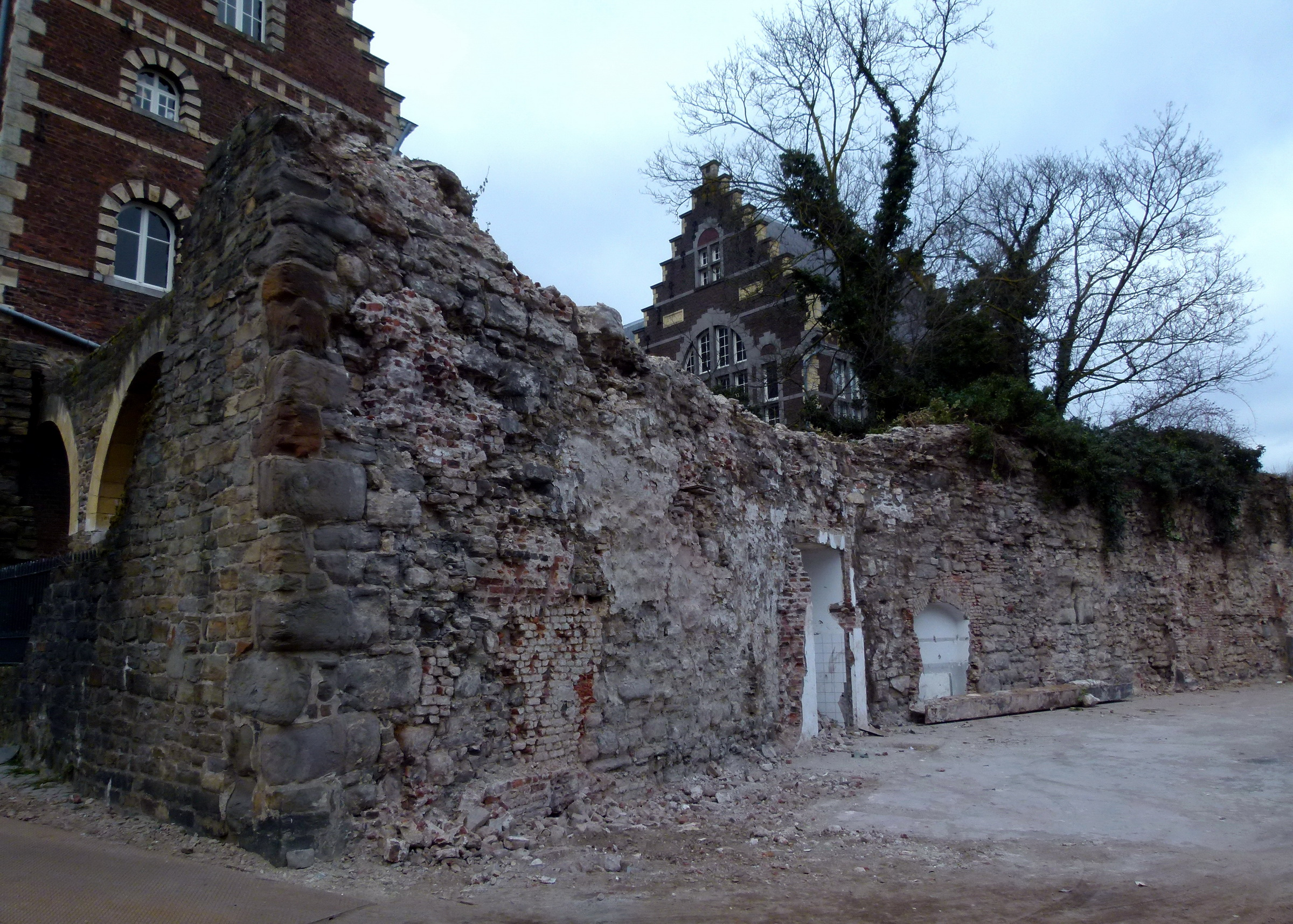
Muur Looiersgracht
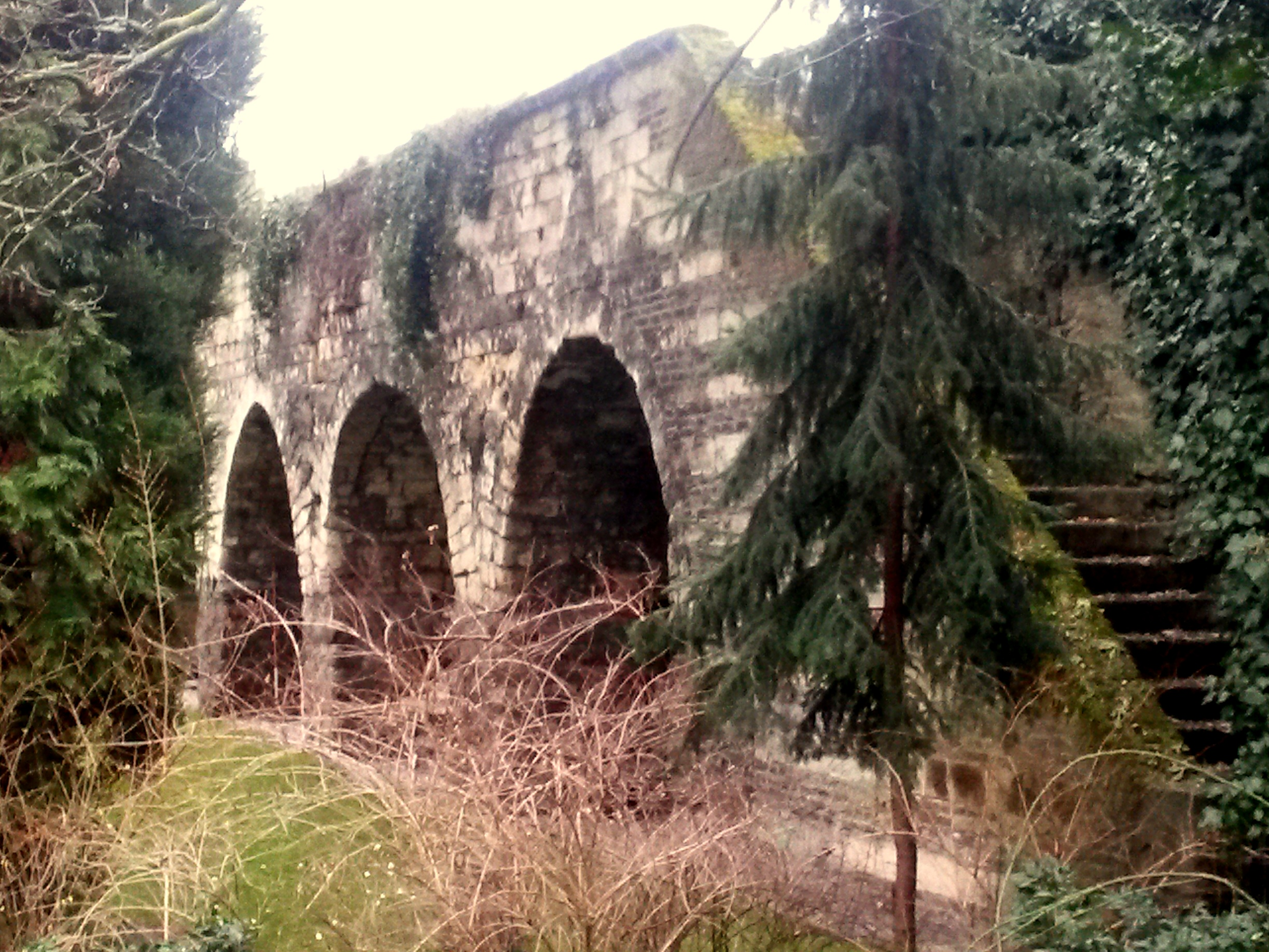
Muur achter Toneelacademie
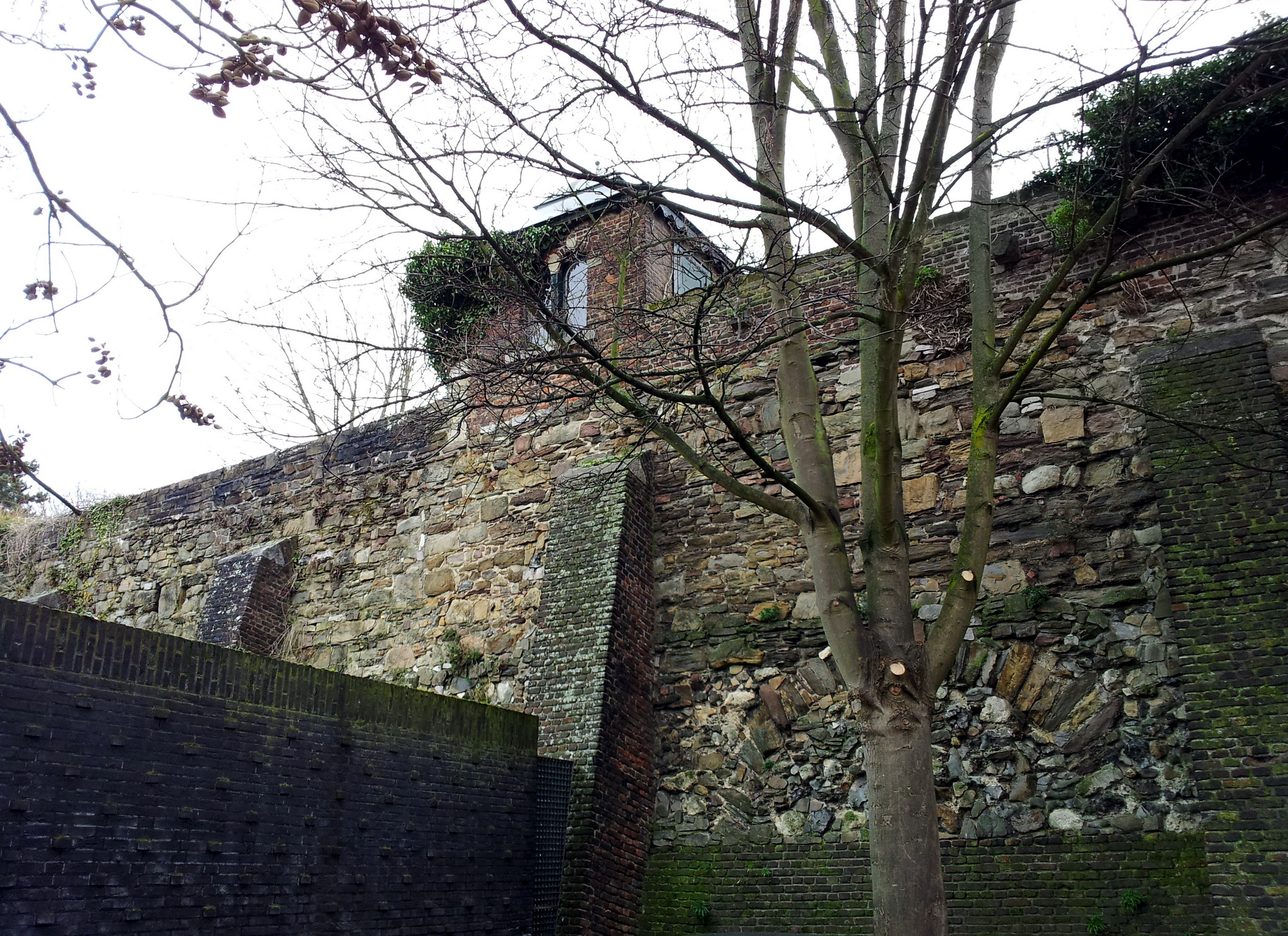
Muur Minderbroedersberg